# Lehman Brothers Building
Le Barclays Building (auparavant Lehman Brothers Building) est un gratte-ciel situé à Manhattan, dans le Rockefeller Center, aux États-Unis. Il est bordé par la Septième Avenue et par la 49e Rue. Il est occupé par l'entreprise Barclays depuis 2008. Auparavant, il abritait le siège de Lehman Brothers jusqu'à sa faillite.

### Sources
- « The Lehman Brothers Building », Greatgridlock.net New York Skycrapers (consulté le 30 juin 2007)
- « Lehman Brothers Building », Emporis Buildings (consulté le 30 juin 2007)
- « Lehman Brothers Building », SkyscraperPage (consulté le 30 juin 2007)